# Salmanasar I

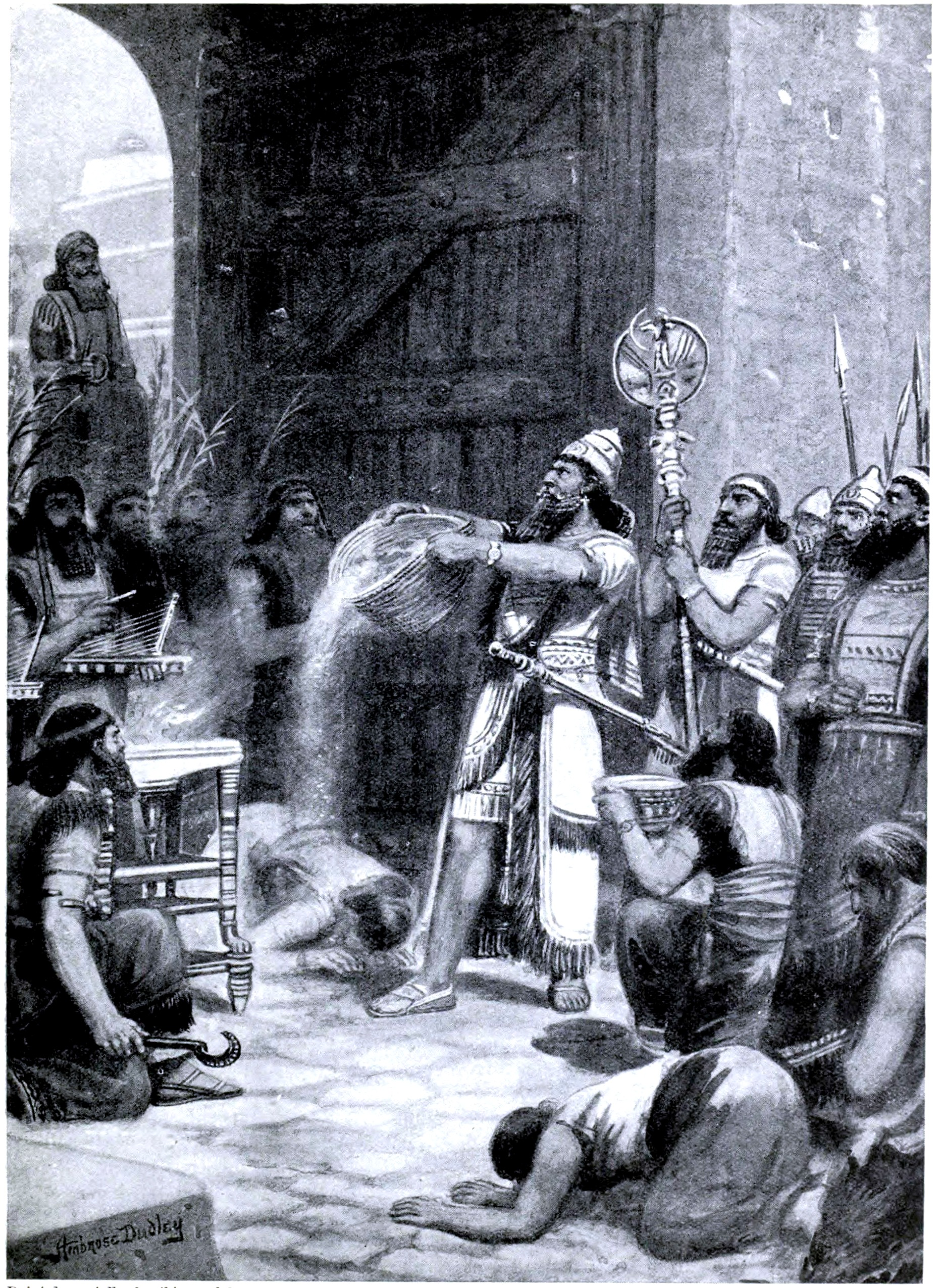
Salmanasar I derrama harina ante el dios Ashur

Salmanasar I (𒁹𒀭𒁲𒈠𒉡𒊕 «mdsál-ma-nu-SAG» Shalmanu-ašarid) fue el quinto rey de Asiria durante el período (1274 a. C.-1245 a. C.) en la época del Imperio Medio.
Ascendió al trono tras suceder a su padre Adad-nirari I  y pronto se vio envuelto en varias guerras, la más importante de ellas contra los hititas de Urhi-Teshub, quien intentó restaurar a su aliado Wasashatta en el trono de Mitanni, reino vasallo de Asiria desde los tiempos de Adad-nirari. Consiguió una victoria total sobre los hititas, que le permitió asegurar su control sobre los territorios de Mesopotamia recientemente incorporados, y convertir a Mitanni directamente en provincia asiria. Desde el primer año de su reinado se enfrenta a Urartu.
Además de guerrear contra los hititas, Salmanasar (según sus propios anales, encontrados en Assur) llevó a cabo varias campañas en los territorios incorporados por su padre, para asegurar el dominio asirio. Después de Urartu, tomó la ofensiva Hanigalbat, quien ya se había liberado de los asirios en vida de Adad-nirari. Shattuara II reforzó su ejército con efectivos hititas y de los akhlamu. Salmanasar les infligió una derrota decisiva y conquistó así una serie de reinos de los que no se conoce mucho, como Arinna o Taite (más tarde incorporada a la provincia de Amida, la Diyarbakır seleúcida), Irridu y el territorio de los montes Kashiyari hasta Elukhat, el distrito de Sudi (la actual Sada, a 31 km al norte de Nesibin) y también el de Harran hasta Karkemish.   Derrotó a los arameos, lo que le permitió establecer por primera vez colonias asirias en Mesopotamia; esta política de colonización se mantuvo activa durante un siglo. Fundó, además, las ciudad de Nimrud, y embelleció las de Nínive y Assur.
Fue sucedido por su hijo, Tukultininurta I.
| Predecesor: Adad-nirari I | Rey de Asiria 1274 a. C.-1245 a. C. | Sucesor: Tukultininurta I |